# Cantón de Camarès
El cantón de Camarès era una división administrativa francesa, que estaba situada en el departamento de Aveyron y la región de Mediodía-Pirineos.

## Composición
El cantón estaba formado por diez comunas:
- Arnac-sur-Dourdou
- Brusque
- Camarès
- Fayet
- Gissac
- Mélagues
- Montagnol
- Peux-et-Couffouleux
- Sylvanès
- Tauriac-de-Camarès

## Supresión del cantón de Camarès
En aplicación del Decreto nº 2014-205 de 21 de febrero de 2014, el cantón de Camarès fue suprimido el 22 de marzo de 2015 y sus 10 comunas pasaron a formar parte del nuevo cantón de las Mesetas Rojas.